# Pilot (Prison Break)
Pilot este primul episod al serialului de televiziune Prison Break și a avut premiera în 29 august 2005 în SUA. În acest episod sunt introduse personajele principale, Michael Scofield și Lincoln Burrows. În cursul acestui episod este descris începutul planului de salvare al lui Lincoln, de la pedeapsa capitală, întocmit de Michael.
Episodul a fost regizat de Brett Ratner și scris de producătorul și scenaristul Paul Scheuring.